# Uribia
Uribia é um município da Colômbia, localizado no departamento de Guajira.